# 捉迷藏 (鷹眼)
〈捉迷藏〉（英語：Hide and Seek）是美國超級英雄類型的網路影集《鷹眼》的第一季第二集，改編自漫威漫畫的角色「鷹眼」克林特·巴頓和凱特·畢夏普。本集为漫威電影宇宙的系列作品之一，與漫威電影宇宙系列電影處於同一架空世界和共同世界。本集由瑞斯·湯瑪斯執導，愛麗莎·克萊門（Elisa Climent）編劇。本集講述克林特幫助凱特逃脫運動服黑幫的追捕。
傑瑞米·雷納繼續出演漫威電影宇宙系列電影中的角色「鷹眼」克林特·巴頓，海莉·史坦菲德出演凱特·畢夏普。主演還包括東尼·達爾頓、阿拉奎·考克斯、弗拉·菲、艾力克斯·保諾維奇、彼得·亞當奇克、琳達·卡德里尼和薇拉·法蜜嘉。本集在紐約和喬治亞州的亞特蘭大取景拍攝。
〈捉迷藏〉於2021年11月24日在Disney+首播。

## 劇情
為了將浪人的戰鬥服交還給「鷹眼」克林特·巴頓，凱特·畢夏普帶著克林特回到自己的公寓。兩人因再次遭到運動服黑幫的圍攻而匆忙逃走，暫時在凱特的阿姨家中居住。克林特獨自返回尋找戰鬥服，卻發現凱特的公寓已被大火燒盡。
數天後，克林特留下聯絡方式並與凱特告別。他向孩子萊拉、庫柏和納森尼爾承諾將在聖誕節前回家團聚，隨後把他們送走。克林特探查得知，戰鬥服被現場的消防隊員私自取走。他被迫陪同消防隊員參加一場臨場動態角色扮演遊戲，最終順利找回戰鬥服。他向妻子蘿拉·巴頓訴說經過之後，決定效仿「黑寡婦」娜塔莎·羅曼諾夫的做法，與運動服黑幫的首領直接會面。
凱特與傑克·杜凱恩練習擊劍，發現傑克身手不凡。凱特更加懷疑傑克就是謀殺亞蒙·杜凱恩三世的兇手，但是母親艾蓮諾不相信凱特的推斷。凱特自認為獲得關鍵線索，與克林特聯絡，得知克林特被運動服黑幫綁架。她利用艾蓮諾的保全公司開發的軟體找到克林特的位置，企圖前去營救克林特，卻與他一起被俘。運動服黑幫將抓獲兩人的消息匯報給首領瑪雅·洛佩茲。

## 製作

### 開發
2019年4月，漫威影業宣佈為其旗下在線流媒體平台Disney+開發以「鷹眼」克林特·巴頓為主角的影集，劇情將涉及凱特·畢夏普。2019年9月，喬納森·伊格拉正式被選定為影集《鷹眼》的首席編劇。2020年7月，瑞斯·湯瑪斯確定執導影集的其中一個製作區塊。影集的執行製作人包括喬納森·伊格拉、瑞斯·湯瑪斯、布拉德·溫德鮑姆、陳貞、維多莉亞·阿隆索、路易斯·德·埃斯波西托和凱文·費吉。本集標題為〈捉迷藏〉（Hide and Seek），由瑞斯·湯瑪斯執導，愛麗莎·克萊門（Elisa Climent）編劇。

### 選角
傑瑞米·雷納繼續出演漫威電影宇宙系列電影中的角色「鷹眼」克林特·巴頓，海莉·史坦菲德飾演女主角凱特·畢夏普。東尼·達爾頓飾演傑克·杜凱恩／劍客。阿拉奎·考克斯飾演瑪雅·洛佩茲／回聲女。弗拉·菲飾演卡齊。艾力克斯·保諾維奇飾演伊凡·巴尼奧尼斯（Ivan Banionis）。彼得·亞當奇克飾演托馬·德爾加多（Tomas Delgado）。琳達·卡德里尼飾演蘿拉·巴頓。薇拉·法蜜嘉飾演艾蓮諾·畢夏普（Eleanor Bishop）:46:07–47:27。
此外，克林特·巴頓和凱特·畢夏普的動物夥伴「披薩狗」來福出現於本集之中，由名為祖迪（Jolt）的狗狗出演。

### 拍攝
主體拍攝於2020年12月在紐約開機，取景地包括布魯克林城區的霍伊特-歇爾美角街車站和曼哈頓中城。製作組還在喬治亞州亞特蘭大的三石製片廠和泰勒派瑞製片廠拍攝。

### 音樂
克里斯托弗·貝克為影集作曲，他此前為2015年電影《蟻人》、2018年電影《蟻人與黃蜂女》和2021年影集《汪達幻視》作曲。影集的音樂原聲帶分為兩輯。包括前三集音樂的第一輯於2021年12月10日發售，由克里斯托弗·貝克和麥可·帕拉斯凱瓦斯（Michael Paraskevas）作曲。

## 發行
〈捉迷藏〉於2021年11月24日在Disney+首播。

## 迴響
〈捉迷藏〉得到整體好評。根据評論匯總网站爛番茄汇总的14篇评论文章，93%的评论家给予该作正面评价，使之獲得「認證新鮮」標識，平均打分为7.70分（满分10分）。

## 備註
1. ↑  參見2012年電影《復仇者聯盟》。

## 資料來源
1. ↑  Otterson, Joe. . Variety. 2019-04-10  [2019-04-10]. （原始内容存档于2019-04-10） （美国英语）.
2. ↑  Kit, Borys. . The Hollywood Reporter. 2019-09-06  [2019-09-06]. （原始内容存档于2019-09-06） （美国英语）.
3. ↑  Kit, Borys. . The Hollywood Reporter. 2020-07-17  [2020-07-18]. （原始内容存档于2020-07-17） （美国英语）.
4. ↑  Jackson, Angelique. . Variety. 2021-11-18  [2021-11-19]. （原始内容存档于2021-11-19） （美国英语）.
5. ↑   (PDF). Disney Media and Entertainment Distribution.   [2021-11-25]. （原始内容存档 (PDF)于2021-11-25） （美国英语）.
6. ↑  . Writers Guild of America West.   [2021-11-02]. （原始内容存档于2021-11-02） （美国英语）.
7. ↑  Climent, Elisa. . . 第1季. 第2集. 2021-11-24  [2021-11-28]. Disney+. （原始内容存档于2023-02-06）.片尾演職員表於45:11開始。
8. ↑  Clarke, Cass. . Comic Book Resources. 2020-12-10  [2021-05-03]. （原始内容存档于2020-12-12） （美国英语）.
9. ↑  Dela Paz, Maggie. . ComingSoon.net. 2020-11-30  [2020-12-02]. （原始内容存档于2020-12-01） （美国英语）.
10. 1 2  Carolina. . On Location Vacations. 2020-12-03  [2020-12-04]. （原始内容存档于2020-12-04） （美国英语）.
11. ↑  Polo, Susana. . Polygon. 2020-12-09  [2020-12-09]. （原始内容存档于2020-12-09） （美国英语）.
12. ↑  Welch, Chris [@chriswelch].  (推文). 2020-12-02  [2020-12-02]. （原始内容存档于2020-12-02） –Twitter （美国英语）.
13. ↑  Carolina. . On Location Vacations. 2020-12-02  [2020-12-04]. （原始内容存档于2020-12-04） （美国英语）.
14. ↑  Ho, Rodney. . The Atlanta Journal-Constitution. 2020-09-30  [2020-10-01]. （原始内容存档于2020-10-01） （美国英语）.
15. ↑   (PDF). Production Weekly. No. 1261. 2021-09-06: 18 (August 26, 2021)  [2021-10-01]. （原始内容存档 (PDF)于2021-09-29） （美国英语）.
16. ↑  . Film Music Reporter. 2021-09-17  [2021-09-17]. （原始内容存档于2021-09-17） （美国英语）.
17. ↑  . Marvel.com. 2021-11-24  [2021-11-24]. （原始内容存档于2021-11-24） （美国英语）.
18. ↑  Ausiello, Michael. . TVLine. 2021-10-14  [2021-10-14]. （原始内容存档于2021-10-14） （美国英语）.
19. ↑  . Rotten Tomatoes. Fandango Media.   [2025-01-06] （美国英语）.

## 外部連結
- 互联网电影数据库上捉迷藏的资料（英文）
- 漫威官網提供的本集回顧 （页面存档备份，存于）